# Rudolf Fueter
Karl Rudolf Fueter est un mathématicien suisse né le 30 juin 1880 et mort le 9 août 1950. Il est connu pour ses travaux sur la théorie des nombres.

## Biographie
Après une année d'études supérieures de mathématiques à Bâle, Karl Fueter commence des études en 1899, à l'Université de Göttingen et soutient en 1903 une thèse oprtant sur Der Klassenkörper der quadratischen Körper und die komplexe Multiplikation sous la direction de David Hilbert. Karl Fueter étudie ensuite pendant 1 an à Paris, 3 mois à Vienne, et 6 mois à Londres. En 1905, il a terminé son habilitation diriger des recherches à l'Université de Marbourg. Karl Fueter travaille comme guide-conférencier entre 1907 et 1908 à Marbourg et pendant l'hiver 1907/1908 à la Université de technologie de Clausthal. Il est nommé professeur ordinarius en 1908, à Bâle, en 1913, à l'Institut de technologie de Karlsruhe, et, en 1916, à l'Université de Zurich. De 1920 à 1922, il est le recteur de l'Université de Zurich.
Karl Fueter effectue des recherches sur la théorie des nombres algébriquesf, des fonctions et des quaternions. Il entretient une correspondance avec le mathématicien hongrois George Pólya et publie Théorème de Fueter-Pólya.
En 1910, il est l'un des fondateurs de la Société mathématique suisse dont il est devenu le premier président. Avec Andreas Speiser, il contribue à la rédaction et de la publication des œuvres complètes de Leonhard Euler et à partir de 1927, il est à la tête de la Commission Euler. Il donne des conférences plénières aux Congrès international des mathématiciens en 1932 à Zurich (Idealtheorie und Funktionentheorie) et, en 1936, à Oslo (Die Theorie der regulären Funktionen einer Quaternionenvariablen). Pendant la Seconde Guerre mondiale, il est colonel de l'artillerie dans l'armée suisse, un ardent adversaire du nazisme et un défenseur de la liberté de la presse. Karl Fueter est éditeur pour les Commentarii mathematici Helvetici.
Karl Fueter s'est marié en 1908 et a eu une fille.

## Œuvres
- (de) Synthetische Zahlentheorie, DeGruyter, Berlin, 1930, 3e éd. (1re éd.1917)[3]
- (de) Vorlesungen über die singulären Moduln und die komplexe Multiplikation der elliptischen Funktionen, Teubner, Leipzig 1924/1927[4],[5]
- (de) « Das mathematische Werkzeug des Chemikers, Biologen, Statistikers und Soziologen. Vorlesung über die höheren mathematischen Begriffe in Verbindung mit ihren Anwendungen », Schweizerische Mathematische Gesellschaft vol. 3, Orell Füssli, Zürich, 1947, 3e éd. (1re éd.1926)[6].
- (de) Der Klassenkörper der quadratischen Körper und die complexe Multiplication, Dieterich, Göttingen, 1903 (Dissertation, Universität Göttingen, 1903).
- (de) Die Theorie der Zahlenstrahlen, Reimer, Berlin, 1905 (Habilitationsschrift, University of Marburg, 1905).

## Sources
- (de) Johann Jakob Burckhardt, « Fueter, Karl Rudolf », Neue Deutsche Biographie (NDB) no 5, Duncker & Humblot, Berlin, 1961, p. 707
- (de) Siegfried Gottwald, Hans-Joachim Ilgauds, Karl-Heinz Schlote (éd.), Lexikon bedeutender Mathematiker, Verlag Deutsch, Thun, 1990   (ISBN 3-8171-1164-9).